# جورنال بيروت
 جورنال بيروت  هي دورية لبنانية أسسها  جورج حرفوش في بيروت عام 1913م.